# Trombofilia
La trombofilia es la propensión a desarrollar trombosis (coágulos sanguíneos) debido a anormalidades en el sistema de la coagulación. Los defectos hereditarios en uno o más de los factores de la coagulación pueden provocar la formación de coágulos potencialmente peligrosos (trombosis). Aproximadamente entre el 5 y el 8 % de la población de los Estados Unidos tiene alguna de estas alteraciones de la coagulación, conocidas colectivamente como trombofilia. Más de 60 000 estadounidenses mueren cada año de tromboembolismo venoso. Además, casi la mitad de los pacientes con coágulos venosos profundos experimentan consecuencias en la salud a largo plazo que afectan negativamente su calidad de vida.

## Indicaciones
No se suelen realizar pruebas para una anormalidad de la coagulación en pacientes en los que la trombosis tiene otra causa de forma obvia. Por ejemplo, si la trombosis es debida a la inmovilización tras una intervención quirúrgica reciente, es improbable que se encuentre otra causa subyacente. No obstante, a medida que aumenta el conocimiento sobre esta afección, los hematólogos bien informados están haciendo pruebas a porciones más amplias de la población.
El embolismo pulmonar se presenta con mayor frecuencia en pacientes adultos con EPOC (enfermedad pulmonar obstructiva crónica): un 13 % de estos pacientes sufren eventos trombóticos. Hay varias causas de trombofilia en estos pacientes, ya que en un 23 % de estos pacientes (con EPOC/TEP) se halló deficiencia de las proteínas de coagulación (proteína C y proteína S). Dentro del estudio no se documentaron pacientes con resistencia a la proteína C, ni se documentó deficiencia de AT-III (antitrombina III).   
Y a la inversa, aunque la misma trombosis puede darse en cualquier persona, la existencia de episodios repetidos (dos o más) y no provocados de trombosis y lugares y tipos no habituales (por ejemplo, el síndrome de Budd-Chiari) podría indicar una alteración en la coagulación. Cada vez más se indican las pruebas de trombofilia en casos de pérdida repetida del embarazo.

## Síntomas
La mayoría de las personas que tienen una trombofilia no presentan síntomas. No obstante, algunas desarrollan un coágulo de sangre, o trombosis. Con frecuencia, los coágulos sanguíneos se forman en las venas de la parte inferior de la pierna y producen hinchazón, enrojecimiento y malestar. Este trastorno, llamado trombosis venosa profunda, suele diagnosticarse mediante métodos de diagnóstico por imágenes que emplean ultrasonidos. Los coágulos suelen tratarse con medicamentos anticoagulantes.
Los coágulos pueden poner en peligro la vida de la persona si se rompen y se desplazan por el torrente sanguíneo hasta los órganos vitales. Cuando un coágulo desprendido bloquea los vasos sanguíneos de los pulmones se produce una embolia pulmonar, la cual puede causar serias dificultades para respirar y, en algunos casos, la muerte. Si un trombo bloquea un vaso sanguíneo del cerebro o el corazón, se produce un accidente cerebrovascular o un infarto de miocardio.
Los coágulos tienen más probabilidades de desarrollarse cuando una persona con una trombofilia tiene otros factores de riesgo, como:
- Antecedentes familiares de tromboembolias venosas en uno de los padres, un hermano o un hijo.
- Estar embarazada o en el período posterior al parto (hasta seis semanas después del nacimiento).
- Necesidad de inmovilización (debido a una fractura ósea, por ejemplo) o cirugía.

## Clasificación
La trombofilia se puede clasificar de muchas maneras:
La clasificación más común es por la naturaleza de la trombosis:
- arterial,
- venosa o
- combinada.

Crowther & Kelton (2003) proponen clasificar la anormalidad por la deficiencia molecular
- tipo I (grave) representado por las deficiencias de inhibidores y
- tipo II (menos grave) representado por la elevación en los factores de la coagulación.[2]

Otra clasificación depende de la manera de adquisición de la trombosis:
- adquirida
- congénita.

## Tipos
Tipos comunes:
- Factor V Leiden (el 5 % de la población es heterocigota para el FVL). Corresponde a una resistencia a la proteína C por parte del factor V.
- Mutación de la protrombina (G20210A, 5'UTR).
- Hiperhomocisteinemia: niveles altos de homocisteína debidos a una mutación en la metilen tetrahidrofolato reductasa (MTHFR) o a una deficiciencia de vitaminas  (vitaminas B6, B12 y ácido fólico).
- anticuerpos antifosfolípido.
  - anticuerpos anticardiolipina o
  - anticoagulante lúpico
- enfermedad renal (pérdida renal de antitrombina).

Formas raras:
- Alteraciones del plasminógeno y la fibrinólisis.
- Hemoglobinuria nocturna paroxística
- Deficiencia de proteína C.
- Deficiencia de proteína S.
- Deficiencia de la antitrombina III.

## Diagnóstico
Entre las pruebas para la trombofilia están el tiempo de protrombina e INR, el tiempo de tromboplastina parcial activado, el tiempo de trombina, los niveles de fibrinógeno, el título de anticuanticuerpos antifosfolípido (IgG- e IgM-anticardiolipina, el tiempo de veneno de víbora Rusell diluido, y el de anticoagulantes del lupus), la resistencia a la proteína C activada y la búsqueda del factor V Leiden o mutaciones en la protrombina. Muchos laboratorios continúan fabricando nuevos test, dependiendo de las normas y políticas locales.